# Transportkette
Die Transportkette ist in der Logistik und insbesondere im Supply-Chain-Management ein Netzwerk von Verkehrsträgern und Transportmitteln, das den ununterbrochenen Personen-, Tier- oder Gütertransport vom Ausgangsort zum Zielort gewährleistet.

## Allgemeines
Die Transportkette ist nach DIN 30780 die „Folge von organisatorisch und technisch miteinander verknüpften Vorgängen zur Beförderung von Personen, Gütern, Tieren oder Transportbehältern von einer Quelle zu einem Bestimmungsort“. Oft wird der Begriff der Transportkette auf den Güterverkehr eingeschränkt, doch liegt auch im Personenverkehr beim Umsteigen eine Transportkette vor. Auch Kühlketten gehören zu den Transportketten.  

## Arten
Die Transportkette kann entweder eingliedrig oder mehrgliedrig ausgestaltet sein. Die Zuordnung hängt davon ab, ob es in ihr zu einem Umschlag kommt (mehrgliedrige Transportkette) oder nicht (eingliedrige Transportkette). 
- Eine eingliedrige Transportkette (Direktverkehr) ist dadurch gekennzeichnet, dass die Lieferorte und die Empfangsorte unmittelbar durch einen ununterbrochenen Transportweg miteinander verbunden sind, so dass das Transportmittel nicht gewechselt werden muss.[3] Die eingliedrige Transportkette gehört zum ungebrochenen Verkehr.
- Eine mehrgliedrige Transportkette liegt vor, wenn ein Wechsel der Transportmittel erforderlich ist. Es erfolgt mindestens ein Umschlag (etwa vom Lastkraftwagen auf den Güterzug). Derartige Transportketten werden als gebrochener Verkehr, kombinierter Verkehr oder intermodaler Verkehr bezeichnet. Im komplexesten Fall besteht die Transportkette aus Vorlauf, Hauptlauf und Nachlauf,[4] wobei mindestens drei Verkehrsträger und Transportmittel zum Einsatz kommen können. Auch eine Aneinanderreihung verschiedener Verkehrsträger im Hauptlauf ist denkbar, beispielsweise vom Quellterminal per Seeschiff an ein Zwischenterminal, dann per Schiene weiter zum Zielterminal.

Oft wird nur der Ladungsträger (Container) umgeladen; manchmal fährt auch der Lkw samt Ladung in das Frachtschiff oder auf den Güterzug (Huckepackverkehr).

## Transportprozess
Der Transportprozess findet in drei Stufen statt:
- Prozessbeginn: Auftrag oder Bestellung;
- Ortsveränderungen: Fortbewegung der Transportmittel durch Transport (Personentransport, Gütertransport, Tiertransport).
- Prozessende: Lieferung, Zustellung.

In den Transportprozess einbezogen sind Zwischenprozesse wie Verladung/Einsteigen, Umschlagen/Umsteigen oder Lagerung.
Je nach der Verkehrsart läuft der Transportprozess in Transportketten wie folgt ab:
| Art der Transportkette                                  | Verkehrsart | Transportprozess |
| ------------------------------------------------------- | --- | --- |
| ein Verkehrsträger (unimodaler Transport)               | gebrochener Verkehr (Güter wechseln das Transportmittel); ungebrochener Verkehr (Güter wechseln nicht das Transportmittel);                        | Vorlauf mit Lkw/Umschlag/Hauptlauf mit Lkw/Nachlauf mit Lkw; Direktverkehr zwischen Absender und Empfänger mit einem Lkw. |
| mindestens zwei Verkehrsträger (multimodaler Transport) | gebrochener Verkehr (Güter wechseln das Transportmittel); ungebrochener Verkehr (Güter wechseln nicht das Transportmittel);                        | Vorlauf mit Lkw/Hauptlauf mit Güterzug, Frachtschiff oder Frachtflugzeug/ Nachlauf wieder mit Lkw; Vorlauf mit Lkw mit zwei Wechselbrücken/ Umschlag der Wechselbrücken/Hauptlauf mit Güterzug/Umschlag der Wechselbrücken/Nachlauf mit Lkw.                                 |
| drei Verkehrsträger (trimodaler Transport)              | gebrochener Verkehr (Güter wechseln das Transportmittel); ungebrochener Verkehr (Güter wechseln das Transportmittel, nicht den Transportbehälter); | Vorlauf mit Lkw in einem Container/Umschlag auf des Containers auf Binnenschiff zum Seehafen/Umschlag auf ein Seeschiff; Vorlauf mit Lkw in mindestens zwei Containern/Umschlag eines Containers auf ein Binnenschiff/Umschlag jedes einzelnen Containers auf ein Seeschiff. |

Die komplizierteste, mit höchsten Transportrisiko verbundene Transportkette ist die im trimodalen Transport.

## Wirtschaftliche Aspekte
Der Transportprozess als Ablauforganisation des Transports wird als Transportkette bezeichnet. Eine Transport- oder Lieferkette bezeichnet technisch und organisatorisch verknüpfte Vorgänge, bei denen Personen oder Güter von einer Quelle zu einem Ziel bewegt werden. Transportketten sind erforderlich, wenn ein direkter Transport vom Lieferanten zum Abnehmer nicht möglich ist. Sie nutzen durch Kombination verschiedener Verkehrsträger und Transportmittel ihre jeweiligen Kostenvorteile insbesondere bei den Transportkosten. Durch optimal organisierte Transportketten können die Transportkosten, das Transportrisiko und möglicherweise die Lagerkosten gesenkt werden. Transportketten sind wie die Lieferketten eine zentrale Aufgabe des Supply-Chain-Managements. Sie unterscheiden sich von Lieferketten dadurch, dass letztere ausschließlich auf den Gütertransport beschränkt sind.
Zwecks Minimierung der Transportkosten wird in der Logistik das Transportproblem aus dem Operations Research eingesetzt, das in besonderem Maße für Transportketten gilt. Es geht davon aus, dass es eine Vielzahl von Lagerorten gibt, von denen auf vielen Transportwegen das Transportgut zu vielen Nachfragern transportiert werden soll, wobei Lagerorte und Orte der Nachfrager nicht miteinander verbunden sind. Die Transportkosten verhalten sich auf jedem Transportweg proportional zu der darauf transportierten Gütermenge; ein Kapazitätsproblem der Transportmittel besteht nicht. Gesucht wird ein Transportplan, der unter diesen Bedingungen angibt, wie viele Mengeneinheiten eines Transportgutes jeweils auf den verschiedenen Transportwegen transportiert werden sollen, um die Transportkosten zu minimieren.
Von einem Dominoeffekt oder Contagion-Effekt wird gesprochen, wenn in Ketten oder Netzwerken eine Störung bei lediglich einem Mitglied auftritt, die sich jedoch wegen der hohen wirtschaftlichen Abhängigkeit auf einige oder alle Mitglieder auswirken kann. So können sich Fehlmengen bei einem Hersteller als Dominoeffekt über Absatzketten, Handelsketten, Lieferketten, Transportketten und Vertriebsketten bis zu Regallücken im Einzelhandel fortsetzen. Das kann zu Hamsterkäufen führen, selbst wenn diese Fehlmengen auf eine temporäre Störung und nicht auf dauerhafte Knappheit zurückzuführen sind. Hier können Sicherheitsbestände in der Lagerhaltung bei temporären Fehlmengen einen Lieferengpass vermeiden helfen. 